# Витомир Живковић
Витомир Живковић је био истраживач, публициста и друштвено-политички радник пиротског краја. Рођен је 1928. године у селу Крупац а умро је 2012. године.

## Биографија
Потиче из тежачко-занатлијске породице са више деце.
Основну школу је завршио у Крупцу, Гимназију у Пироту, а затим и Учитељску школу у Пироту 1947. године у првој послератној генерацији ученика. Припадао је групи напредних омладинаца тога доба и био веома активан у друштвено-политичком животу у Крупцу и Пироту. Организовао је рад пионира и омладине, био је учесник и командант омладинских радних акција, држао предавања и био на функцији референта омладине и Просветног одсека Нишавског среза у Пироту. Затим завршава Школу резервних официра у Сарајеву и наставља рад у служби Државне безбедности све до 1954. године. По потреби службе среске просветне власти, са директором Учитељске школе - Николом Стаменовићем на челу, постављају га почетком 1954/55. године за првог директора без часова Осмогодишње школе у Крупцу.
Са формирањем општине на Белом пољу код Сукова, Живковић постаје њен потпредседник и секретар ОКСК. Затим одлази у Пирот и постаје потпредседник општине Пирот и председник Савета за просвету и културу. У то време је обављао и функције председника ССРН и секретара ОКСК у Пироту.
Жељан даљег усавршавања и напредовања, ванредним школовањем завршава Вишу политичку школу у Београду као најбољи студент а потом и Вишу педагошку школу у Нишу на одсеку Бугарски језик и књижевност. Због сплета околности у политичком раду локалне средине мења професију и прихвата се послова у спољној трговини најпре као директор у „Ангропромету“ Пирот, а затим у Нишу одакле одлази као заступник фирме за спољну трговину у Софију, где ради све до одласка у пензију. Такође је био оснивач и први председник Удружења пензионера у родном селу.

## Радови
Био је сарадник у скоро свим пиротским медијима а највише у листу Слобода, у којој је годинама објављивао разноврсне текстове и коментаре. Написао је преко седамдесет прилога за рубрику Мијалко Раснички вам пише. Аутор је седам књига различитог жанра и садржаја. Прву монографију објавио је 1974. године заједно са др Јованом Ћирићем под насловом Крупац – географија, историја, друштвени живот, народноослободилачки рат, која је од стране САНУ оцењена као најбоља монографија о селу. Бележио је шаљиве приче и анегдоте из пиротског краја од којих је настала књига Кривогледало у два издања. Књига Голгота говори о страдању Пироћанаца крајем 19. века а књига Торлак је заинтересовала одабране читаоце који се баве идентитетом и локалним говором људи пиротског краја.
Поводом прославе постојања и рада 150 година Основне школе у Крупцу 2000. године, Живковић је коаутор монографије Сто педесет година Основне школе у Крупцу – 1850-2000 са Драгомиром Тошићем и Градимиром Јовановићем. На крају је Живковић довршио и објавио рукопис преминулог дугогодишњег свештеника у Крупцу, Миће Јеременковића о оброцима и црквеним споменицима у атару Крупачке црквене општине.